# 영암도서관 (포항시)
포항시립 영암도서관은 경상북도 포항시 남구 대도동 소재의 시립 도서관이다.

## 연혁
- 1987년 4월 15일 영암도서관 개관